# Itobi
Itobi est une municipalité brésilienne de la microrégion de São João da Boa Vista.